# Indépendance du Canada
Les dates relatives à l'indépendance du Canada comportent certaines ambiguïtés historiques et juridiques, mais les historiens s'accordent sur la date du Statut de Westminster (11 décembre 1931) comme étant le moment officiel où le Canada acquiert son indépendance.

## Autonomie sur le plan interne en vertu de la Loi constitutionnelle de 1867
Sur le plan du droit interne, l'autonomie du Canada remonte au 1er juillet 1867 car en vertu de la Loi constitutionnelle de 1867, le Canada acquiert le plein pouvoir de gérer ses affaires intérieures. Le Parlement canadien exerce depuis ce temps la souveraineté parlementaire et les provinces canadiennes exercent une souveraineté parlementaire parallèle dans leurs champs de compétence provinciaux,.

## Maintien en vigueur de la Loi sur la validité des lois coloniales
Toutefois, entre 1867 et 1931, l'indépendance du Canada demeure incomplète et inachevée car le Canada demeure alors régi par la Loi sur la validité des lois coloniales (1865). Cette loi avait pour objectif de supprimer toute incohérence apparente entre les lois coloniales et les lois impériales britanniques. En vertu de cette loi, la loi coloniale correctement adoptée a plein effet dans la colonie si elle n'est pas contraire à la loi du Parlement contenant des pouvoirs s'étendant au-delà des frontières du Royaume-Uni.

## Débuts de l'autonomie en matière d'affaires étrangères
Sur le plan des affaires étrangères, le Canada commence à adopter des traités de manière autonome à partir des années 1920. Ainsi, le traité du flétan est adopté en 1923.
La Déclaration Balfour de 1926 proclame que les dominions sont des « Communautés autonomes au sein de l’Empire britannique, de statut égal, aucunement subordonnés les uns aux autres dans quelque aspect que ce soit de leurs affaires intérieures ou étrangères, mais unis par leur allégeance commune à la Couronne, et librement associés en tant que membres du Commonwealth britannique des Nations ».

## Indépendance du Canada en vertu du Statut de Westminster (1931)
Les historiens considèrent que la date véritable de l'indépendance du Canada est l'année 1931 (plus précisément le 11 décembre 1931), année où le statut de Westminster abroge la Loi sur la validité des lois coloniales et reconnaît l'indépendance des dominions de l'Empire britannique. D'après le site web du gouvernement canadien, « Le Statut de Westminster de 1931 — une loi du Parlement britannique — affirmait l'autonomie canadienne et reconnaissait l'indépendance presque totale des dominions qui, de fait, existait en principe depuis la Première Guerre mondiale et le traité de Versailles qui en a résulté ».

## Rapatriement de la Constitution du Canada en 1982
Entre 1931 et 1982, bien que le Canada soit légalement indépendant à la fois sur le plan interne et sur le plan des affaires extérieures, le Canada n'est pas apte à modifier sa Constitution sans l'accord du Royaume-Uni. Il est alors nécessaire d'obtenir le consentement de Londres pour toute modification à la Constitution. Le processus de « rapatriement de la Constitution » désigne le processus qui a fait en sorte, depuis 1982, que la modification de la Constitution se fait désormais en vertu d'accords constitutionnels entre Ottawa et les provinces, sans le consentement du Parlement britannique. Pour concrétiser l'indépendance du Canada sur le plan constitutionnel, le Parlement britannique a adopté la Loi de 1982 sur le Canada, qui abroge le pouvoir du Parlement britannique de légiférer pour le Canada. En conséquence, bien que le Canada était déjà indépendant en termes d'effectivité du droit international en 1982, l'année 1982 est l'année où le Canada obtient les pleins pouvoirs sur sa propre Constitution.